# کاترین هیوز
کاترین هیوز (انگلیسی: Kathryn Hughes؛ زادهٔ ۱ ژانویهٔ ۱۹۵۹) رمان‌نویس، روزنامه‌نگار اهل بریتانیا است.
وی همچنین برندهٔ جوایزی همچون جایزه یادبود جیمز تیت بلاک شده‌است.